# Xã Palmyra, Quận Pike, Pennsylvania
Xã Palmyra (tiếng Anh: Palmyra Township) là một xã thuộc quận Pike, tiểu bang Pennsylvania, Hoa Kỳ. Năm 2010, dân số của xã này là 3.312 người.